# Puente de Hell Gate
El puente de Hell Gate (nombre original en inglés:Hell Gate Bridge), inicialmente denominado Puente de la conexión ferroviaria de Nueva York o Puente arco del East River, es un puente en arco metálico de 310 m de luz utilizado por el ferrocarril. El puente, situado en la ciudad de Nueva York, cruza el Hell Gate, un estrecho del East River localizado entre Astoria en Queens y las islas Randalls y Wards en Manhattan.
Es el más grande de los tres puentes que forman el complejo Hell Gate. Un puente de arco atirantado invertido con cuatro tramos de 91,4 m cruza el Little Hell Gate (actualmente rellenado); y un puente de celosía fijo de 106,7 m cruza el Bronx Kill (ahora reducido por un relleno parcial). Junto con los tramos de aproximación, el conjunto de estos puentes alcanza los 5,2 km de longitud total.
Los diseños del puente de Tyne en Newcastle, Inglaterra y del puente de la bahía de Sídney en Australia, se inspiraron en el puente de Hell Gate. El puente de la bahía de Sídney, sin embargo, es aproximadamente un 60 % más grande que el puente neoyorquino.

## Historia

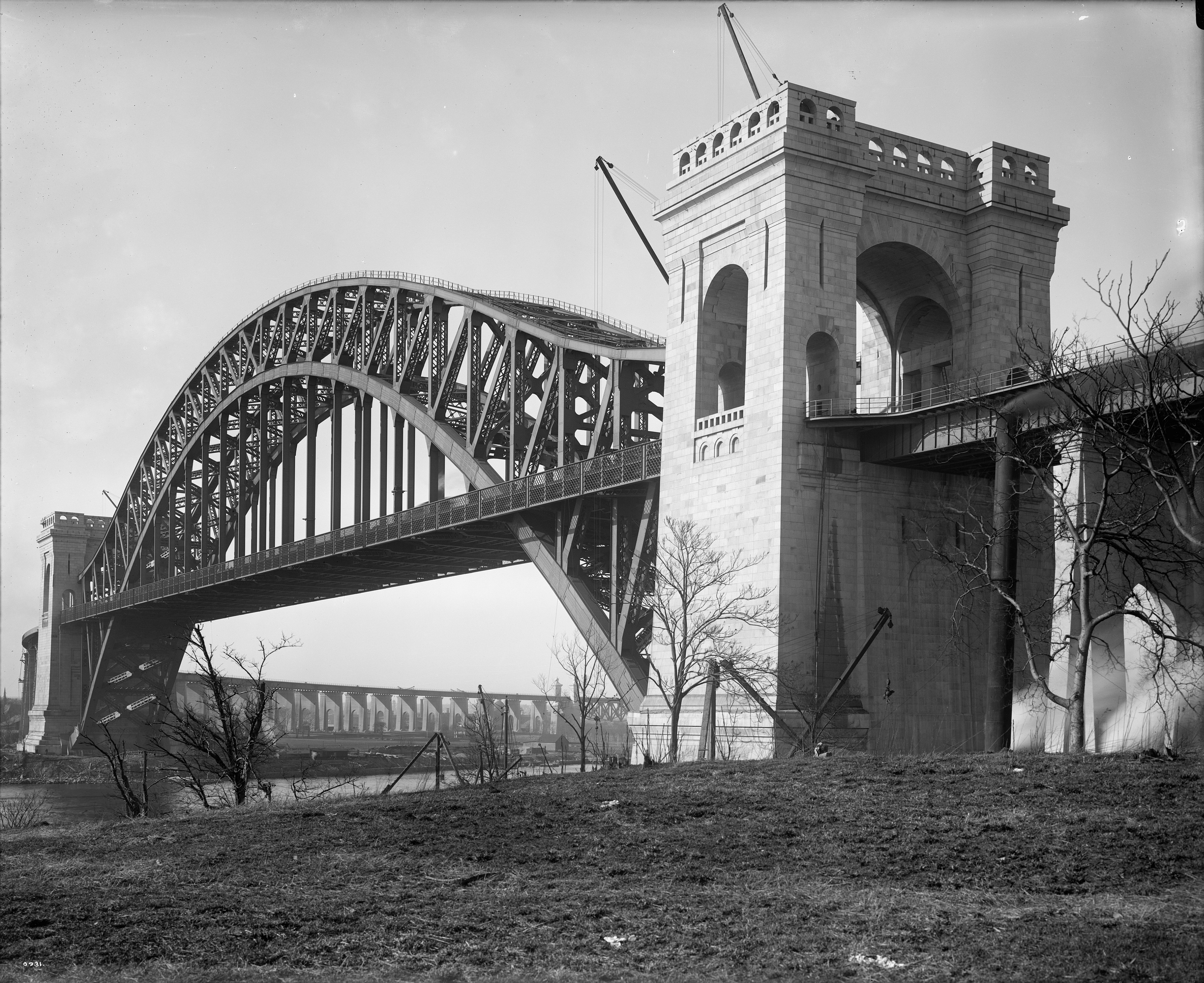
Puente de Hell Gate (hacia 1917

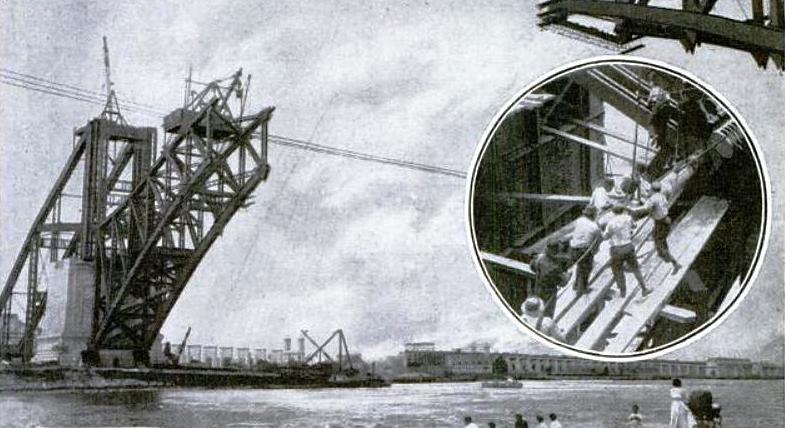
Puente de Hell Gate en construcción (hacia 1915)

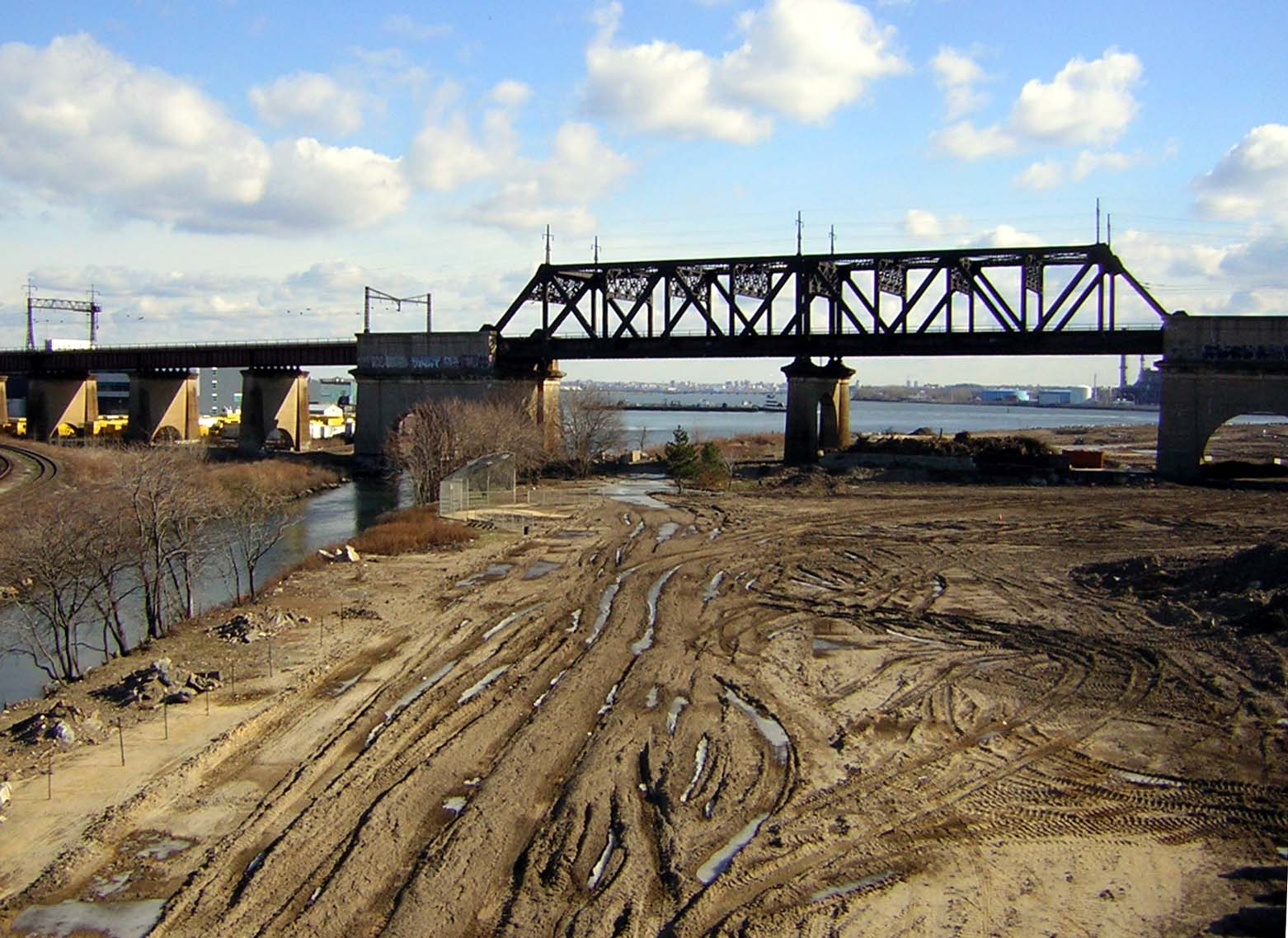
Puente de celosía sobre el Bronx Kill

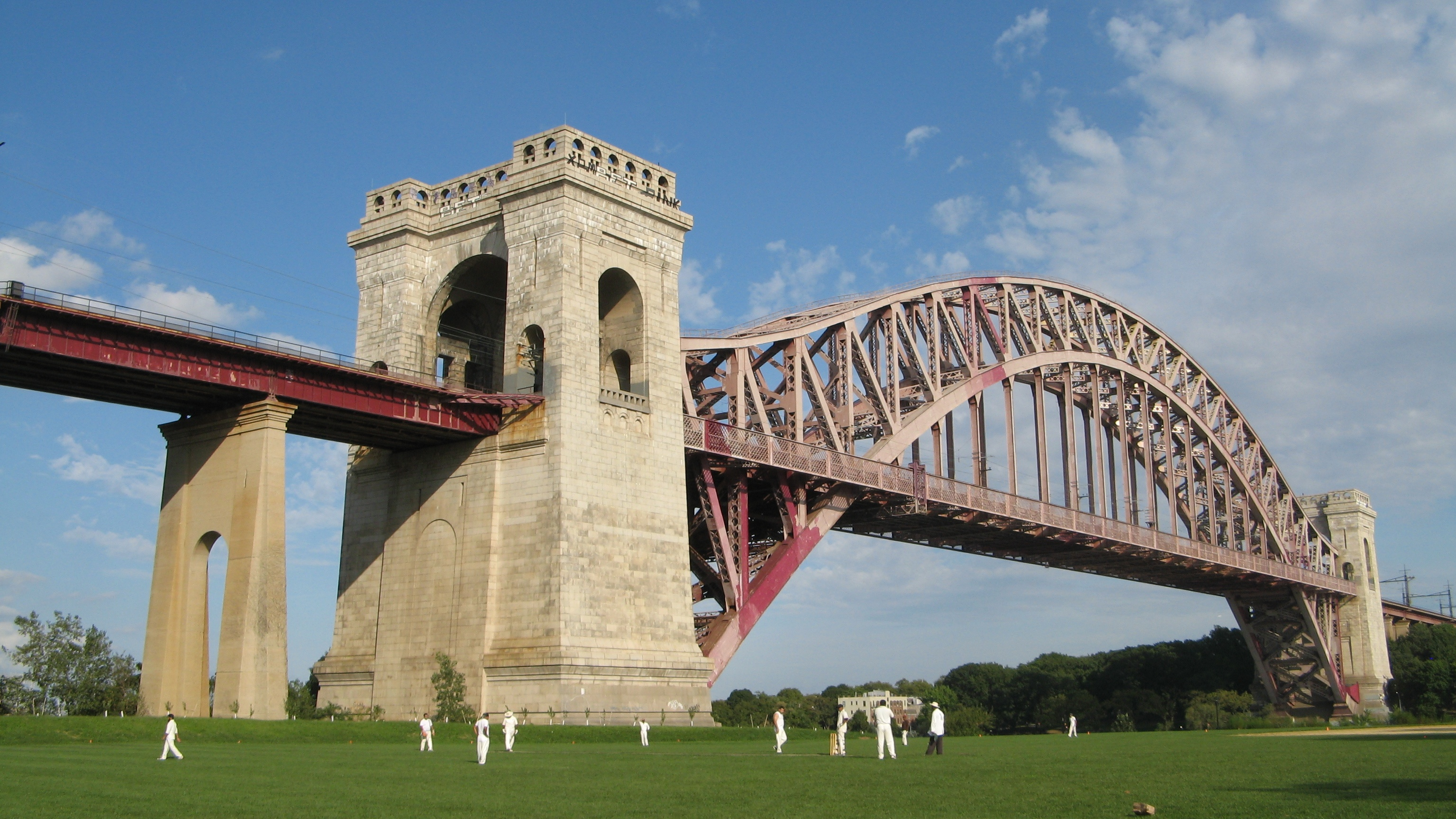
El puente visto desde el campo de críquet de la isla Wards

El puente se concibió a principios de 1900 para conectar el estado de Nueva York y el ferrocarril Pennsylvania Railroad (PRR) con Nueva Inglaterra y con el ferrocarril New York, New Haven and Hartford Railroad (NH).
En junio de 1906, el ferrocarril de New Haven solicitó y recibió una franquicia para operar trenes desde los barrios del noreste de la ciudad de Nueva York hasta la primitiva Estación Pensilvania en Midtown Manhattan, construida por el PRR. Para ello, se precisaba la construcción de un ramal desde la línea principal de cuatro vías del New Haven Railroad y del New York Central Railroad en el Bronx (estos ferrocarriles ahora son, respectivamente, los actuales New Haven Line y Harlem Line del Ferrocarril Metro–North). El ramal, ahora denominado Port Morris Branch, se dividiría al norte de Melrose station en el South Bronx, y luego se fusionaría con el Harlem River and Port Chester Railroad (HR & PC, ahora parte del Corredor Noreste), justo al norte del río Harlem. El HR & PC pasaría del Bronx a Queens a través del puente de Hell Gate, luego continuaría hacia el sur a través de Queens, y finalmente se conectaría con los túneles del East River y con la Estación de Pennsylvania. Como parte del plan, el puente de Hell Gate  tendría capacidad para cuatro vías, que se conectarían a las líneas también de cuatro vías del NH a ambos lados del East River.
La construcción fue supervisada por el ingeniero Gustav Lindenthal, cuyo diseño original dejaba un espacio de 4,6 m entre el arco de acero y las torres de mampostería. Temiendo que el público supusiera que las torres no estaban estructuralmente integradas al puente, Lindenthal agregó unas vigas de carácter eminentemente estético entre la cuerda superior del arco y las torres, para hacer que la estructura pareciera más robusta. Los planos originales de las pilas en las largas rampas de acceso al puente contemplaban realizarlas mediante estructuras de celosía de acero. Sin embargo, el diseño fue cambiado por unos apoyos de hormigón liso, para evitar el problema de que los reclusos del asilo de las islas Randalls y Wards treparan por los pilares para escapar.
La ingeniería fue tan precisa, que cuando la última sección del tramo principal se levantó en su lugar, el ajuste final necesario para unir el conjunto fue de tan solo 8 mm. La construcción del puente de Hell Gate comenzó el 1 de marzo de 1912 y finalizó el 30 de septiembre de 1916. Fue inaugurado y abierto al tráfico ferroviario el 9 de marzo de 1917, conectando Washington y Boston por primera vez el 1 de abril.
Hasta que se abrió el puente Bayonne en 1931, fue el puente en arco más largo del mundo.
Durante la Segunda Guerra Mundial, fue uno de los objetivos de valor económico de importancia lo suficientemente importante como para atraer la atención de los planificadores de sabotaje alemanes nazis. La Operación Pastorius de los nazis situó agentes alemanes en suelo estadounidense en 1942 mediante submarinos, con la esperanza de destruir el puente y otros objetivos clave. La operación fue un fracaso, debido a la detección de la actividad de desembarco por las patrullas costeras de EE. UU. y por las subsiguientes deserciones al lado Aliado entre algunos de los miembros del equipo de saboteadores alemanes.
En la década de 1990, el puente fue repintado por primera vez desde que se abrió. Se pintó de un color rojo intenso, llamado "Hell Gate Red". Sin embargo, debido a un defecto de la pintura, el color rojo comenzó a desvanecerse antes de que el trabajo se completara, lo que ocasionó que el puente se desluciera y se manchara.
Esta estructura sería el último puente de la ciudad de Nueva York en colapsar si los humanos desaparecieran, tardando al menos un milenio para hacerlo, según el número de febrero de 2005 de la revista Discover. La mayoría de los otros puentes se desplomaría en unos 300 años.

## Uso

### Capacidad
El puente originalmente soportaba cuatro vías de ferrocarril, dos para pasajeros y otras dos para carga, pero una de las vías de mercancías fue abandonada a mediados de la década de 1970. En su momento, todas las vías estuvieron electrificadas a una tensión de 11 kV y 25 Hz mediante catenaria, el estándar de NH y PRR. Las vías de pasajeros se han electrificado desde 1917, y las vías de carga desde 1927 hasta 1969, utilizando el sistema de tracción de 25 HZ de la Amtrak.

### Tarifas
En algunos trayectos los pasajeros pagaban por usar el puente, con tasas más altas que las tarifas habituales por la misma distancia. En septiembre de 1940, las tarifas de los ferrocarriles eran de dos centavos por milla, por lo que el trayecto Boston - Nueva York costaba 4,60 dólares, lo mismo desde la Grand Central Terminal o desde la Estación Pensilvania. Pero el trayecto Boston - Washington D. C. costaba 10,00 dólares en lugar de los 9,10 esperados. Durante algunas décadas después de 1920, se añadieron 90 centavos a todas las tarifas a través de Hell Gate, excepto las entradas a Nueva York. En abril de 1962, el viaje entre New Haven y Nueva York costaba 3,43 dólares, de Nueva York a Filadelfia costaba 3,91, y de New Haven a Filadelfia costaba 8,24 (las tarifas de 1962 no incluyen el impuesto federal, un 10 por ciento más).

### Uso actual
El puente y la estructura son propiedad de Amtrak, y se encuentra en el Distrito Terminal de Nueva York. Es parte de su línea principal electrificada de Boston a Washington D. C., conocida como Corredor Noreste. Las dos vías más hacia el oeste del puente están electrificadas a 12,5 kV y 60 Hz, y son utilizadas por Amtrak para el Acela Express y el servicio regional entre Nueva York y Boston. Los servicios de Ferrocarril Metro–North Train to the Game (Operado por el New Jersey Transit, desde las estaciones principales de la New Haven Line hasta Secaucus Junction) también usan el puente desde septiembre de 2009 cada domingo con ocasión de los partidos de los Giants o de los Jets de la NFL en el MetLife Stadium.
El puente también es parte del New York Connecting Railroad, una línea ferroviaria que conecta la ciudad de Nueva York y Long Island con la parte continental. La tercera vía forma parte del CSX Fremont Secondary y transporta trenes de carga de CSX, Canadian Pacific Railway y Providence & Worcester Railroad entre Oak Point Yard en el Bronx y Long Island City, donde se conecta con el New York and Atlantic Railway. Es el único enlace directo de mercancías por ferrocarril entre Long Island y el continente.
En septiembre de 2009, Metro-North revivió sus esfuerzos de planificación para su proyecto Penn Station Access, que utilizaría el puente de Hell Gate para conectar su línea a New Haven con la Estación de Pensilvania. Tal servicio terminaría en la citada estación en plataformas liberadas por la finalización prevista del proyecto del Ferrocarril de Long Island del Acceso al East Side cuya finalización está programada para el año 2023. La evaluación ambiental y el borrador de un estudio de operaciones de la estación se planificaron para su finalización en 2015.

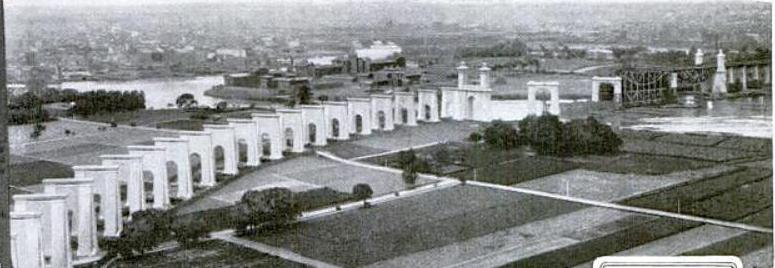
El acceso al puente de Hell Gate en construcción alrededor del año 1915:
Esta fotografía parece haber sido tomada desde lo alto de la torre norte del Puente de Hell Gate. La vista mira al norte, hacia el lugar de la construcción del puente sobre el Little Hell Gate (Localización: Foto:), que forma parte del tramo norte de aproximación al Puente de Hell Gate propiamente dicho.

## Lecturas relacionadas
- Cook, Richard J. (1987). The Beauty of Railroad Bridges in North America – Then and Now. San Marino (California) (USA): Golden West Books. ISBN 0-87095-097-5.
- «Puente de Hell Gate» (en inglés). Structurae.
- Biblioteca del Congreso de los Estados Unidos. «New York Connecting Railroad, Hell Gate Bridge, Spanning East River, Wards Island & Astoria, New York, New York County, NY».

## Récords
| Predecesor: Puente Upper Steel Arch (Niagara Falls) | Puente en arco más largo del mundo 1916-1931 | Sucesor: Puente Bayonne (Bayonne) |